# Stewart Downing
Stewart Downing (Middlesbrough, 22 luglio 1984) è un ex calciatore inglese, di ruolo centrocampista o ala.

## Carriera

### Club

#### Middlesbrough
Downing ha debuttato in Premier League nell'aprile 2002, in una sconfitta per 1-0 con l'Ipswich Town; il primo gol col Boro è invece arrivato in una gara di League Cup col Brentford. Nel 2003 è stato mandato in prestito al Sunderland ma, a causa di infortuni al Middlesbrough, è tornato qualche mese dopo e ha potuto giocare da titolare. Nel maggio del 2005 ha subito un grave infortunio, che lo ha tenuto fuori fino alla fine dell'anno: comunque, nel luglio dello stesso anno, ha prolungato il contratto di cinque anni, fino al 2010.

#### Aston Villa
Il 16 luglio 2009 viene acquistato dall'Aston Villa per 12 milioni di sterline firmando un contratto quadriennale. Nella squadra prima di Martin O'Neill poi di Gérard Houllier si ritaglia un ruolo molto importante: data la cessione del leader della squadra Gareth Barry, James Milner viene spostato da esterno a interno di centrocampo, così Downing diventa l'ala mancina titolare. L'esordio avviene però dopo aver recuperato a pieno nell'infortunio procuratosi la stagione precedente nella partita del Middlesbrough proprio col suo futuro club: esordisce il 21 novembre 2009 entrando al 69' minuto per Steven Sidwell. Segna il suo primo gol in Carling Cup il 1º dicembre in un match contro il Portsmouth. Gioca anche il 12 dicembre 2009 contro il Manchester United, nella prima vittoria dei Villans ad Old Trafford dal lontano 1983. I suoi primi due gol in Premier League arrivano nella vittoria 5-2 contro il Burnley Football Club, e sono gli unici della sua prima stagione a Birmingham in 18 partite totali.
La seconda stagione vede Downing protagonista sin dall'inizio del campionato: inaugura le reti della sua squadra segnando l'1-0 contro il WestHam in un match che si chiude 3-0 il 14 agosto 2010. Segna poi un bellissimo gol di testa in tuffo contro lo Stoke City, benché poi la sua squadra si faccia rimontare e perda negli ultimi dieci minuti. Il terzo gol lo segna contro i Wolverhampton Wanderers nella trasferta del 26 settembre.

#### Liverpool
Il 13 luglio passa al Liverpool per 20 milioni di sterline. Fa il suo esordio con i Reds il 13 agosto 2011, prima giornata di campionato, ad Anfield nella gara interna contro il Sunderland terminata poi 1-1.

#### West Ham
Il 13 agosto 2013 viene acquistato per 8 milioni di euro dal West Ham, con cui firma un contratto quadriennale.

#### Ritorno al Middlesbrough
Il 17 luglio 2015 viene acquistato dal Middlesbrough, facendo così ritorno al Boro dopo sei anni.

## Nazionale
Ha esordito in nazionale inglese il 9 febbraio 2005, in un'amichevole a Birmingham contro i Paesi Bassi, subentrando a Shaun Wright-Phillips. Nel maggio 2006 è stato convocato per i Mondiali in Germania, rassegna dove ha giocato da sostituto in due match. Con l'arrivo di Steve McClaren sulla panchina inglese Downing è stato criticato poiché, secondo la stampa dell'Inghilterra del Sud, era schierato spesso da titolare grazie alla sua amicizia con McClaren.

## Statistiche

### Presenze e reti nei club
Statistiche aggiornate al termine della carriera da calciatore.
| Stagione                | Squadra                 | Campionato              | Campionato | Campionato | Coppe nazionali | Coppe nazionali | Coppe nazionali | Coppe continentali | Coppe continentali | Coppe continentali | Altre coppe | Altre coppe | Altre coppe | Totale | Totale |
| Stagione                | Squadra                 | Comp                    | Pres       | Reti       | Comp            | Pres            | Reti            | Comp               | Pres               | Reti               | Comp        | Pres        | Reti        | Pres   | Reti   |
| ----------------------- | ----------------------- | ----------------------- | ---------- | ---------- | --------------- | --------------- | --------------- | ------------------ | ------------------ | ------------------ | ----------- | ----------- | ----------- | ------ | ------ |
| 2001-2002               | Middlesbrough           | PL                      | 3          | 0          | FACup+CdL       | 0               | 0               | -                  | -                  | -                  | -           | -           | -           | 3      | 0      |
| 2002-2003               | Middlesbrough           | PL                      | 2          | 0          | FACup+CdL       | 0+1             | 1               | -                  | -                  | -                  | -           | -           | -           | 3      | 1      |
| ott. 2003               | Middlesbrough           | PL                      | 2          | 0          | FACup+CdL       | 0+1             | 0               | -                  | -                  | -                  | -           | -           | -           | 3      | 0      |
| ott.-dic. 2003          | Sunderland              | FD                      | 7          | 3          | FACup+CdL       | -               | -               | -                  | -                  | -                  | -           | -           | -           | 7      | 3      |
| dic. 2003-2004          | Middlesbrough           | PL                      | 18         | 0          | FACup+CdL       | 2+1             | 0               | -                  | -                  | -                  | -           | -           | -           | 21     | 0      |
| 2004-2005               | Middlesbrough           | PL                      | 35         | 5          | FACup+CdL       | 2+2             | 0               | CU                 | 9                  | 1                  | -           | -           | -           | 48     | 6      |
| 2005-2006               | Middlesbrough           | PL                      | 12         | 1          | FACup+CdL       | 5+0             | 0               | CU                 | 9                  | 0                  | -           | -           | -           | 26     | 1      |
| 2006-2007               | Middlesbrough           | PL                      | 34         | 2          | FACup+CdL       | 8+0             | 0               | -                  | -                  | -                  | -           | -           | -           | 42     | 2      |
| 2007-2008               | Middlesbrough           | PL                      | 38         | 9          | FACup+CdL       | 5+2             | 1+0             | -                  | -                  | -                  | -           | -           | -           | 45     | 10     |
| 2008-2009               | Middlesbrough           | PL                      | 37         | 0          | FACup+CdL       | 5+1             | 2+0             | -                  | -                  | -                  | -           | -           | -           | 43     | 2      |
| 2009-2010               | Aston Villa             | PL                      | 25         | 2          | FACup+CdL       | 6+4             | 0+1             | -                  | -                  | -                  | -           | -           | -           | 35     | 3      |
| 2010-2011               | Aston Villa             | PL                      | 38         | 7          | FACup+CdL       | 3+2             | 0+1             | UEL                | 1                  | 0                  | -           | -           | -           | 44     | 8      |
| Totale Aston Villa      | Totale Aston Villa      | Totale Aston Villa      | 63         | 9          |                 | 15              | 2               |                    | 1                  | 0                  |             | -           | -           | 79     | 11     |
| 2011-2012               | Liverpool               | PL                      | 36         | 0          | FACup+CdL       | 6+4             | 2+0             | UEL                | 0                  | 0                  | -           | -           | -           | 46     | 2      |
| 2012-2013               | Liverpool               | PL                      | 29         | 3          | FACup+CdL       | 2+2             | 0               | UEL                | 12                 | 2                  | -           | -           | -           | 45     | 5      |
| Totale Liverpool        | Totale Liverpool        | Totale Liverpool        | 65         | 3          |                 | 14              | 2               |                    | 12                 | 2                  |             | -           | -           | 91     | 7      |
| 2013-2014               | West Ham Utd            | PL                      | 32         | 1          | FACup+CdL       | 1+4             | 0               | -                  | -                  | -                  | -           | -           | -           | 37     | 1      |
| 2014-2015               | West Ham Utd            | PL                      | 37         | 6          | FACup+CdL       | 4+1             | 0               | -                  | -                  | -                  | -           | -           | -           | 42     | 6      |
| Totale West Ham         | Totale West Ham         | Totale West Ham         | 69         | 7          |                 | 10              | 0               |                    | -                  | -                  |             | -           | -           | 79     | 7      |
| 2015-2016               | Middlesbrough           | FLC                     | 45         | 3          | FACup+CdL       | 0+4             | 0               | -                  | -                  | -                  | -           | -           | -           | 49     | 3      |
| 2016-2017               | Middlesbrough           | PL                      | 30         | 1          | FACup+CdL       | 3+1             | 1+0             | -                  | -                  | -                  | -           | -           | -           | 34     | 2      |
| 2017-2018               | Middlesbrough           | FLC                     | 40+2       | 3+0        | FACup+CdL       | 2+3             | 0               | -                  | -                  | -                  | -           | -           | -           | 47     | 3      |
| 2018-2019               | Middlesbrough           | FLC                     | 38         | 2          | FACup+CdL       | 1+1             | 0+0             | -                  | -                  | -                  | -           | -           | -           | 40     | 2      |
| Totale Middlesbrough    | Totale Middlesbrough    | Totale Middlesbrough    | 336        | 26         |                 | 50              | 5               |                    | 18                 | 1                  |             | -           | -           | 404    | 32     |
| 2019-2020               | Blackburn Rovers        | FLC                     | 41         | 2          | FACup+CdL       | 1+1             | 0+1             | -                  | -                  | -                  | -           | -           | -           | 43     | 3      |
| 2020-2021               | Blackburn Rovers        | FLC                     | 18         | 0          | FACup+CdL       | 1+0             | 0+0             | -                  | -                  | -                  | -           | -           | -           | 19     | 0      |
| Totale Blackburn Rovers | Totale Blackburn Rovers | Totale Blackburn Rovers | 59         | 2          |                 | 3               | 1               |                    | -                  | -                  |             | -           | -           | 62     | 3      |
| Totale carriera         | Totale carriera         | Totale carriera         | 599        | 50         |                 | 92              | 10              |                    | 31                 | 3                  |             | -           | -           | 722    | 63     |

### Cronologia presenze e reti in nazionale
| Cronologia completa delle presenze e delle reti in nazionale ― Inghilterra | Cronologia completa delle presenze e delle reti in nazionale ― Inghilterra | Cronologia completa delle presenze e delle reti in nazionale ― Inghilterra | Cronologia completa delle presenze e delle reti in nazionale ― Inghilterra | Cronologia completa delle presenze e delle reti in nazionale ― Inghilterra | Cronologia completa delle presenze e delle reti in nazionale ― Inghilterra | Cronologia completa delle presenze e delle reti in nazionale ― Inghilterra | Cronologia completa delle presenze e delle reti in nazionale ― Inghilterra |
| Data                                                                       | Città                                                                      | In casa                                                                    | Risultato                                                                  | Ospiti                                                                     | Competizione                                                               | Reti                                                                       | Note                                                                       |
| -------------------------------------------------------------------------- | -------------------------------------------------------------------------- | -------------------------------------------------------------------------- | -------------------------------------------------------------------------- | -------------------------------------------------------------------------- | -------------------------------------------------------------------------- | -------------------------------------------------------------------------- | -------------------------------------------------------------------------- |
| 9-2-2005                                                                   | Birmingham                                                                 | Inghilterra                                                                | 0 – 0                                                                      | Paesi Bassi                                                                | Amichevole                                                                 | -                                                                          | 61’                                                                        |
| 3-6-2006                                                                   | Manchester                                                                 | Inghilterra                                                                | 6 – 0                                                                      | Giamaica                                                                   | Amichevole                                                                 | -                                                                          | 77’                                                                        |
| 10-6-2006                                                                  | Francoforte sul Meno                                                       | Inghilterra                                                                | 1 – 0                                                                      | Paraguay                                                                   | Mondiali 2006 - 1º turno                                                   | -                                                                          | 56’                                                                        |
| 15-6-2006                                                                  | Norimberga                                                                 | Inghilterra                                                                | 2 – 0                                                                      | Trinidad e Tobago                                                          | Mondiali 2006 - 1º turno                                                   | -                                                                          | 74’                                                                        |
| 25-6-2006                                                                  | Stoccarda                                                                  | Inghilterra                                                                | 1 – 0                                                                      | Ecuador                                                                    | Mondiali 2006 - Ottavi di finale                                           | -                                                                          | 90+2’                                                                      |
| 16-8-2006                                                                  | Manchester                                                                 | Inghilterra                                                                | 4 – 0                                                                      | Grecia                                                                     | Amichevole                                                                 | -                                                                          | 69’                                                                        |
| 2-9-2006                                                                   | Manchester                                                                 | Inghilterra                                                                | 5 – 0                                                                      | Andorra                                                                    | Qual. Euro 2008                                                            | -                                                                          | 64’                                                                        |
| 6-9-2006                                                                   | Skopje                                                                     | Macedonia                                                                  | 0 – 1                                                                      | Inghilterra                                                                | Qual. Euro 2008                                                            | -                                                                          |                                                                            |
| 7-10-2006                                                                  | Manchester                                                                 | Inghilterra                                                                | 0 – 0                                                                      | Macedonia                                                                  | Qual. Euro 2008                                                            | -                                                                          | 70’                                                                        |
| 7-2-2007                                                                   | Manchester                                                                 | Inghilterra                                                                | 0 – 1                                                                      | Spagna                                                                     | Amichevole                                                                 | -                                                                          | 74’                                                                        |
| 24-3-2007                                                                  | Ramat Gan                                                                  | Israele                                                                    | 0 – 0                                                                      | Inghilterra                                                                | Qual. Euro 2008                                                            | -                                                                          | 83’                                                                        |
| 28-3-2007                                                                  | Barcellona                                                                 | Andorra                                                                    | 0 – 3                                                                      | Inghilterra                                                                | Qual. Euro 2008                                                            | -                                                                          |                                                                            |
| 1-6-2007                                                                   | Londra                                                                     | Inghilterra                                                                | 1 – 1                                                                      | Brasile                                                                    | Amichevole                                                                 | -                                                                          | 62’                                                                        |
| 6-6-2007                                                                   | Tallinn                                                                    | Estonia                                                                    | 0 – 3                                                                      | Inghilterra                                                                | Qual. Euro 2008                                                            | -                                                                          | 75’                                                                        |
| 12-9-2007                                                                  | Londra                                                                     | Inghilterra                                                                | 3 – 0                                                                      | Russia                                                                     | Qual. Euro 2008                                                            | -                                                                          | 90’                                                                        |
| 17-10-2007                                                                 | Mosca                                                                      | Russia                                                                     | 2 – 1                                                                      | Inghilterra                                                                | Qual. Euro 2008                                                            | -                                                                          | 81’                                                                        |
| 26-3-2008                                                                  | Saint-Denis                                                                | Francia                                                                    | 1 – 0                                                                      | Inghilterra                                                                | Amichevole                                                                 | -                                                                          | 46’                                                                        |
| 1-6-2008                                                                   | Port of Spain                                                              | Trinidad e Tobago                                                          | 0 – 3                                                                      | Inghilterra                                                                | Amichevole                                                                 | -                                                                          | 57’                                                                        |
| 20-8-2008                                                                  | Londra                                                                     | Inghilterra                                                                | 2 – 2                                                                      | Rep. Ceca                                                                  | Amichevole                                                                 | -                                                                          | 69’                                                                        |
| 6-9-2008                                                                   | Barcellona                                                                 | Andorra                                                                    | 0 – 2                                                                      | Inghilterra                                                                | Qual. Mondiali 2010                                                        | -                                                                          | 46’                                                                        |
| 19-11-2008                                                                 | Berlino                                                                    | Germania                                                                   | 1 – 2                                                                      | Inghilterra                                                                | Amichevole                                                                 | -                                                                          |                                                                            |
| 11-2-2009                                                                  | Siviglia                                                                   | Spagna                                                                     | 2 – 0                                                                      | Inghilterra                                                                | Amichevole                                                                 | -                                                                          | 46’                                                                        |
| 28-3-2009                                                                  | Londra                                                                     | Inghilterra                                                                | 4 – 0                                                                      | Slovacchia                                                                 | Amichevole                                                                 | -                                                                          | 46’                                                                        |
| 9-2-2011                                                                   | Copenaghen                                                                 | Danimarca                                                                  | 1 – 2                                                                      | Inghilterra                                                                | Amichevole                                                                 | -                                                                          | 68’                                                                        |
| 26-3-2011                                                                  | Cardiff                                                                    | Galles                                                                     | 0 – 2                                                                      | Inghilterra                                                                | Qual. Euro 2012                                                            | -                                                                          | 82’                                                                        |
| 29-3-2011                                                                  | Londra                                                                     | Inghilterra                                                                | 1 – 1                                                                      | Ghana                                                                      | Amichevole                                                                 | -                                                                          |                                                                            |
| 4-6-2011                                                                   | Londra                                                                     | Inghilterra                                                                | 2 – 2                                                                      | Svizzera                                                                   | Qual. Euro 2012                                                            | -                                                                          | 78’                                                                        |
| 2-9-2011                                                                   | Sofia                                                                      | Bulgaria                                                                   | 0 – 3                                                                      | Inghilterra                                                                | Qual. Euro 2012                                                            | -                                                                          |                                                                            |
| 6-9-2011                                                                   | Londra                                                                     | Inghilterra                                                                | 1 – 0                                                                      | Galles                                                                     | Qual. Euro 2012                                                            | -                                                                          | 79’                                                                        |
| 7-10-2011                                                                  | Podgorica                                                                  | Montenegro                                                                 | 2 – 2                                                                      | Inghilterra                                                                | Qual. Euro 2012                                                            | -                                                                          | 60’                                                                        |
| 12-11-2011                                                                 | Londra                                                                     | Inghilterra                                                                | 1 – 0                                                                      | Spagna                                                                     | Amichevole                                                                 | -                                                                          | 46’                                                                        |
| 15-11-2011                                                                 | Londra                                                                     | Inghilterra                                                                | 1 – 0                                                                      | Svezia                                                                     | Amichevole                                                                 | -                                                                          |                                                                            |
| 29-2-2012                                                                  | Londra                                                                     | Inghilterra                                                                | 2 – 3                                                                      | Paesi Bassi                                                                | Amichevole                                                                 | -                                                                          | 64’                                                                        |
| 26-5-2012                                                                  | Oslo                                                                       | Norvegia                                                                   | 0 – 1                                                                      | Inghilterra                                                                | Amichevole                                                                 | -                                                                          | 84’                                                                        |
| 18-11-2014                                                                 | Glasgow                                                                    | Scozia                                                                     | 1 – 3                                                                      | Inghilterra                                                                | Amichevole                                                                 | -                                                                          | 46’                                                                        |
| Totale                                                                     |                                                                            | Presenze                                                                   | 35                                                                         |                                                                            | Reti                                                                       | 0                                                                          |                                                                            |

## Palmarès

### Club
- Coppa di Lega inglese: 2

Middlesbrough: 2003-2004
Liverpool: 2011-2012

## Vita privata
Il 6 gennaio 2012 è stato arrestato per aggressione nei confronti della sua ex fidanzata, Donna Maloney. Il giorno dopo è stato rilasciato su cauzione.